# 弗雷德里克·万德雷斯
弗雷德里克·万德雷斯（德語：Frederic Wandres，1987年3月25日—），德国男子马术运动员，2022年世界马术锦标赛团体盛装舞步赛铜牌得主、2024年夏季奥林匹克运动会团体盛装舞步赛金牌得主。